# Ferranti Mark I
Der Ferranti Mark I war nach dem Zuse Z4 der zweite kommerziell erhältliche Universal-Computer. Er wurde erstmals im Februar 1951 ausgeliefert, kurz vor dem UNIVAC I.
Der Rechner wurde von der britischen Firma Ferranti gebaut und basierte auf dem Manchester Mark I, der von Frederic Calland Williams und Tom Kilburn an der University of Manchester konstruiert wurde. Der Manchester Mark I diente gewissermaßen als Prototyp für den Ferranti Mark I. Die wichtigsten Verbesserungen waren die Größe des Arbeits- und Sekundärspeichers, ein schnellerer Multiplikator sowie zusätzliche Befehle.
Nachdem die ersten beiden Rechner geliefert worden waren (an die University of Manchester und an die University of Toronto), wurde ein überarbeitetes Design ausgeliefert, das als Ferranti Mark I* oder Ferranti Star bekannt wurde. Die sonstigen Überarbeitungen betrafen hauptsächlich den Befehlssatz, für eine bessere Bedienbarkeit. Mindestens sieben dieser Rechner wurden zwischen 1951 und 1957 ausgeliefert.